# 1904년 하계 올림픽 헐링
1904년 하계 올림픽 헐링은 미국 세인트루이스에서 개최된 1904년 하계 올림픽의 비공식 종목이다.

## 같이 보기
- 헐링